# Chantal Julien
Chantal Julien, née le 13 novembre 1964 à Grenoble, est une arbitre internationale de basket-ball. Elle a arbitré deux finales olympiques.

## Biographie
Elle fait ses débuts en 1988 dans le monde de l'arbitrage alors qu'elle est encore joueuse, afin de dépanner son club, Challes-les-Eaux, en déficit d'arbitre. Tout en continuant sa carrière de joueuse, elle gravit rapidement les différents échelons de l'arbitrage français. Dès 1997, elle fait ses débuts en tant qu'arbitre de Pro A.
Son passé de joueuse lui permet de bien sentir et analyser les situations et elle acquiert rapidement le respect des entraîneurs. Elle subit quelques remarques sexistes mais ses qualités lui permettent également d'acquérir le respect des joueurs.
Ses bonnes prestations lui valent de devenir arbitre internationale, d'abord lors d'un Championnat d’Europe. La saison suivante, elle arbitre lors du Final Four de l'Euroligue féminine disputée à Brno.
Elle continue d'arbitrer lors de tournois internationaux et pour le Championnat de monde féminin de 2002, elle a l'honneur d'arbitrer la finale opposant les États-Unis  à la Russie. Elle devient, avec sa collègue espagnole, la première femme à arbitrer une finale de championnat du monde.
Deux ans plus tard, elle officie lors du tournoi olympique d'Athènes. Elle a de nouveau l'honneur d'arbitrer la finale. Lors de l'olympiade suivante, lors des jeux de Pékin, elle est de nouveau désignée pour arbitrer la finale du tournoi féminin.. Auparavant, elle avait déjà arbitré une demi-finale et elle a été la seule femme à arbitrer une rencontre du tournoi masculin, les États-Unis face à l'Allemagne.

## Clubs
- Challes-les-Eaux Basket
- Chenôve
- Tarbes Gespe Bigorre
- Vence
- Mandelieu BC

## Palmarès
- Championne de France de nationale 2 avec Challes en 1986
- Championne de France avec Challes en 1992
- Vainqueur de la Coupe de France 1988